# Classe Osprey 55
La Classe Osprey 55  est une classe de Navire d'attaque rapide de la marine grecque.

## Navires
| No. coque | Nom       | Marine                  | Constructeur               | Lancement        | Entrée en service | Statut            |
| --------- | --------- | ----------------------- | -------------------------- | ---------------- | ----------------- | ----------------- |
| Grèce     |           |                         |                            |                  |                   |                   |
| P 18      | Armatolos | Marine hellénique       | Hellenic Shipyards         | 19 décembre 1989 | 27 mars 1990      | En service (2018) |
| P 19      | Navmachos | Marine hellénique       | Hellenic Shipyards         | 16 mai 1990      | 15 juillet 1990   | En service (2018) |
| Maroc     |           |                         |                            |                  |                   |                   |
| 308       | El Lahiq  | Marine royale marocaine | Danyard A/S Frederickhaven | juillet 1987     | 11 novembre 1987  | En service (2018) |
| 309       | El Tawfiq | Marine royale marocaine | Danyard A/S Frederickhaven | octobre 1987     | 31 janvier 1988   | En service (2018) |
| 316       | El Hamiss | Marine royale marocaine | Danyard A/S Frederickhaven | avril 1990       | 9 août 1990       | En service (2018) |
| 317       | El Karib  | Marine royale marocaine | Danyard A/S Frederickhaven | juillet 1990     | 23 septembre 1990 | En service (2018) |
| Sénégal   |           |                         |                            |                  |                   |                   |
| NC        | Fouta     | Marine sénégalaise      | Danyard A/S Frederickhaven | mars 1987        | 1 juin 1987       | Désarmé en 2013   |